# Jerzy Fasiński
Jerzy Fasiński – polski perkusista big beatowy i popowy, perkusjonalista, kompozytor, autor tekstów piosenek. Największe sukcesy odnosił będąc członkiem zespołów: Skaldowie, którego był współzałożycielem i Wawele.

## Życiorys
Urodził się i wychował na krakowskim Kazimierzu. Jego ojciec był trębaczem w orkiestrze wojskowej, zaś po zakończenie II wojny światowej był właścicielem jednego z największych w mieście zakładów fotograficznych przy ul. Starowiślnej. Matka miała swoją pracownię, tuż za ul. św. Wawrzyńca w Krakowie. On sam jako dziecko grał na akordeonie, występując na rozmaitych uroczystościach w szkole podstawowej przy ul. Miodowej do której uczęszczał, zaś kilka lat później grywał na pianinie twista podczas zabaw tanecznych, m.in. sylwestrowych. Jako perkusista zadebiutował w krakowskim zespole bigbitowym Duchy (1963–1965), by następnie przewinąć się przez składy kolejnych miejscowych formacji, a byli to: Skaldowie (1965–1967 – zarejestrował część nagrań na pierwszą płytę grupy pt. Skaldowie z 1967 roku, a także szereg nagrań radiowych; wystąpił w filmach Cierpkie głogi i Mocne uderzenie (w 1966 roku ukazała się także EP-ka pt. Piosenki z filmu „Mocne uderzenie” – Muza, N 0462) oraz tryumfował wraz z zespołem podczas Krakowskich Giełd Piosenki oraz na IV Krajowym Festiwalu Piosenki Polskiej w Opolu i na Wiosennym Festiwalu Muzyki Nastolatków), Czarne Perły (1967–1968 – w zespole tym debiutował Zbigniew Wodecki), Wawelskie Smoki (1968–1970), Jacy Tacy (1970–1971), Wawele (1971–1976 – nagrał debiutancki album grupy pt. Niebieskie dni, a także zarejestrował z Wawelami nagrania w Polskim Radio i Telewizji Polskiej: Spotkanie z Balladą, Wawele śpiewają, Szperacze), Safe (1977–1978) i przez 17 lat w zespole Katapult Band (1978–1995), którego był liderem i menedżerem, a z którym współpracowali: Andrzej Zaucha, Elżbieta Żakowicz i Marek Bałata. Mieszka na krakowskim Ruczaju i obecnie jest na emeryturze. 